# Багамські Острови на Чемпіонаті світу з водних видів спорту 2015
Багамські Острови взяли участь у Чемпіонаті світу з водних видів спорту 2015, який пройшов у Казані (Росія) від 24 липня до 9 серпня.

## Плавання
Багамські плавці виконали кваліфікаційні нормативи в дисциплінах, які наведено в таблиці (не більш як 2 плавці на одну дисципліну за часом нормативу A, і не більш як 1 плавець на одну дисципліну за часом нормативу B):
Чоловіки
| Спортсмен     | Дисципліна          | Попередній заплив | Попередній заплив | Півфінал        | Півфінал        | Фінал           | Фінал           |
| Спортсмен     | Дисципліна          | Час               | Місце             | Час             | Місце           | Час             | Місце           |
| ------------- | ------------------- | ----------------- | ----------------- | --------------- | --------------- | --------------- | --------------- |
| Елвіс Барроуз | 50 м вільним стилем | 23.06             | 39                | Завершив виступ | Завершив виступ | Завершив виступ | Завершив виступ |
| Елвіс Барроуз | 50 м батерфляєм     | 24.19             | 32                | Завершив виступ | Завершив виступ | Завершив виступ | Завершив виступ |
| Дастін Тінес  | 50 м брасом         | 28.74             | =43               | Завершив виступ | Завершив виступ | Завершив виступ | Завершив виступ |
| Дастін Тінес  | 100 м брасом        | 1:01.13           | 28                | Завершив виступ | Завершив виступ | Завершив виступ | Завершив виступ |

Жінки
| Спортсменка              | Дисципліна           | Попередній заплив | Попередній заплив | Півфінал         | Півфінал         | Фінал            | Фінал            |
| Спортсменка              | Дисципліна           | Час               | Місце             | Час              | Місце            | Час              | Місце            |
| ------------------------ | -------------------- | ----------------- | ----------------- | ---------------- | ---------------- | ---------------- | ---------------- |
| Джоанн Еванс             | 800 м вільним стилем | 8:49.96           | 29                | Н/Д              | Н/Д              | Завершила виступ | Завершила виступ |
| Аріанна Вандерпул-Воллес | 50 м вільним стилем  | 24.43             | 2 Q               | 24.38            | 5 Q              | 24.44            | 6                |
| Аріанна Вандерпул-Воллес | 50 м батерфляєм      | 26.02             | 6 Q               | 25.81            | 5 Q              | 25.93            | 7                |
| Еріел Віч                | 100 м вільним стилем | 58.07             | 54                | Завершила виступ | Завершила виступ | Завершила виступ | Завершила виступ |
| Еріел Віч                | 50 м на спині        | 30.77             | 40                | Завершила виступ | Завершила виступ | Завершила виступ | Завершила виступ |